# 1922 Zulu
1922 Zulu eller 1949 HC är en asteroid i huvudbältet som upptäcktes den 25 april 1949 av den sydafrikanske astronomen E. L. Johnson i Johannesburg. Den har fått sitt namn efter folkgruppen Zulu.
Asteroiden har en diameter på ungefär 20 kilometer och den tillhör asteroidgruppen Griqua.